# 公安課
公安課（こうあんか）は、日本の警察である警察庁・警視庁及び道府県警察本部の課であり、公安警察を担う。

## 警察庁の「公安課」
日本の公安警察の総元締めを務めるのが警察庁警備局公安課である。警察庁警備局公安課は全国の公安警察による極左暴力集団・右翼団体に対する捜査の指導を行っている。

### 公安課の組織
- 警備情報対策室
- 右翼対策室
- 極左対策室
- 特殊組織犯罪対策室

### ゼロ
公安警察は日本共産党・極左暴力集団・右翼団体などに対して行う協力者運営などの情報収集活動（公安警察では作業と呼ぶ）も任務としているが、当初は警察庁警備局公安課のサクラが作業の指導を全国の公安警察に行っていた。しかし、日本共産党幹部宅盗聴事件によってサクラの存在が露呈したため、サクラは警察庁警備局公安課から警察庁警備局警備企画課に移され、コードネームをチヨダに改めた。チヨダがクローズアップされるようになった2000年ごろには、コードネームをゼロに改めている。

## 各都道府県警察の「公安課」
現場で日本共産党・極左暴力集団・右翼団体などの捜査を行うのが、警視庁公安部・各道府県警察警備部の公安課である。
最大の陣容を誇るのが警視庁公安部の公安課であり、五課体制で合計1100名程の捜査員がいるといわれる。道府県警察本部の規模によって課の数が異なり、大規模警察本部の警備部は、日本共産党関連事案担当の公安第一課、右翼事案担当の公安第二課、極左事案担当の公安第三課といった三課体制で公安課が設置されている。それ以外の県警察本部警備部では、公安課を警備第一課という名称で設置している場合もある。
例として警視庁公安部の公安課を挙げる。

### 警視庁公安部の公安課
（この節の出典 ）
- 公安総務課 … 共産党・新興宗教担当
- 公安第一課 … 極左・新左翼担当
- 公安第二課 … 右翼担当
- 公安第三課 …  ローンオフェンダー担当
- 公安第四課 … 資料管理

通常、警察業務は各都道府県の公安委員会の指揮の下、自治体の予算をもってって行われるが、警備・公安活動は実質的に警察庁の一元的指揮のもと、国費で行われる。